# 普爾夸帕島

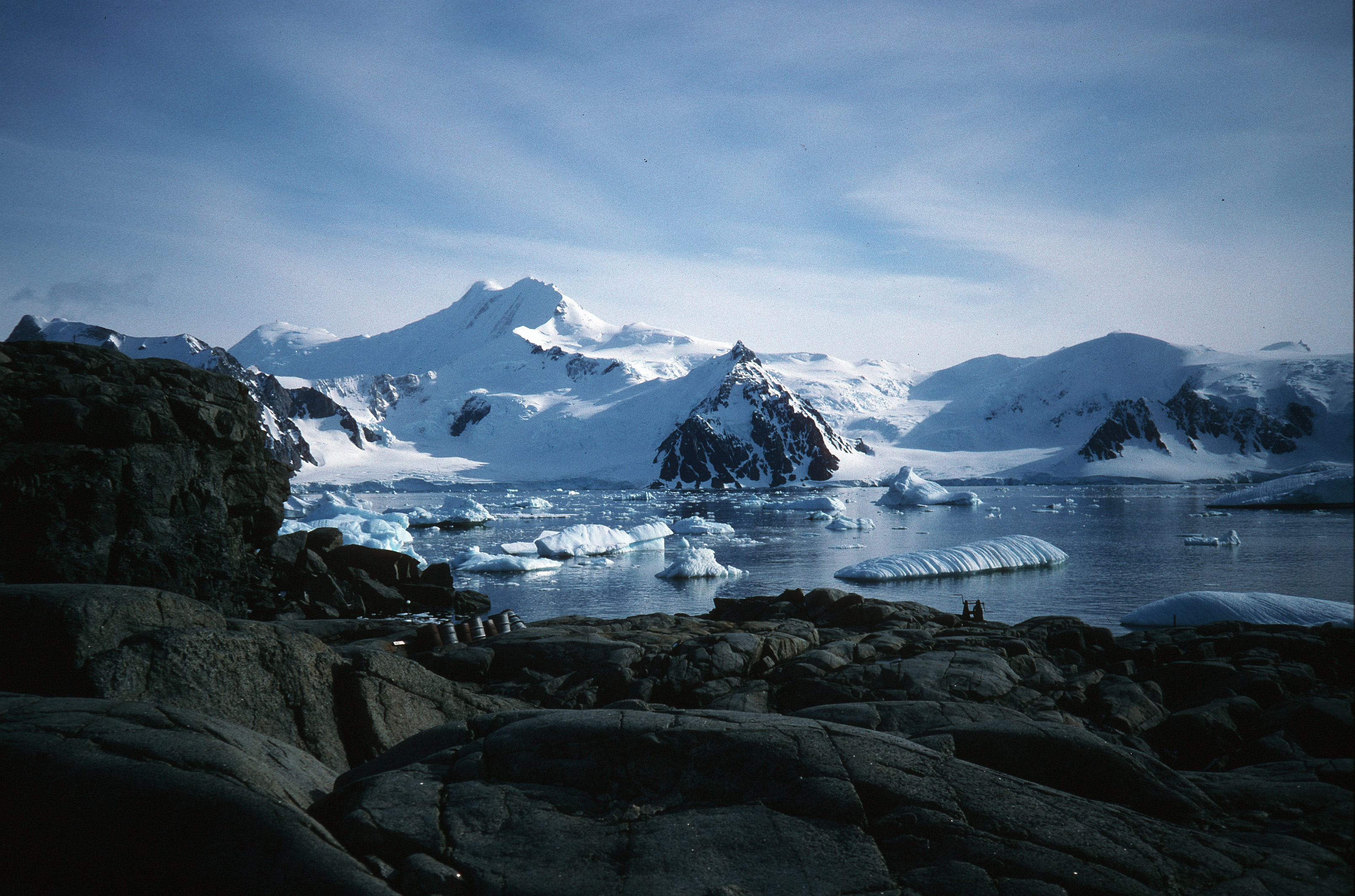

67°41′S 67°28′W / 67.683°S 67.467°W
普爾夸帕島（法語：Île Pourquoi-pas）是南極洲的島嶼，位於葛拉漢地和阿德萊德島之間南大洋海域，長27公里、寬18公里，島上無人居住，該島嶼在1908年由让-巴蒂斯特·沙尔科領導的法國南極探險隊所發現。